# Misschien niet de eeuwigheid
Misschien niet de eeuwigheid is een nummer van de Nederlandse rockband BLØF uit 2003. Het is de tweede single van hun zesde studioalbum Omarm. De single werd uitgebracht op 15 augustus 2003.
Het rustige nummer werd een klein hitje in Nederland. Het haalde de 39e positie in de Nederlandse Top 40.